# VTuber孔子
《VTuber孔子》是台灣漫畫家Raiyu創作的四格漫畫，自2023年起於CCC創作集連載。 作品講述了至聖先師孔子與其弟子顏回在森林中迷路後，意外穿越至21世紀現代社會的故事。面對快速變遷的現代社會，孔子發現傳統儒學的教誨難以引起當代人的共鳴，因此決定以VTuber「仁子」的身份出道，推廣儒家思想。仁子的角色設定為知識型偽娘，作者以幽默手法描繪孔子如何在現代環境中適應與宣揚儒學。

## 故事背景
春秋時期，孔子和他的弟子顏回在森林中迷路，意外穿越到21世紀。在這個充滿新觀念和價值觀的世界裡，孔子面對著來到現代遭受的巨大的文化衝擊。他發現自己所倡導的儒家思想在當代社會中似乎變得無足輕重，甚至被人忽視。為了讓更多人重視傳統文化，孔子決定利用VTuber直播的媒介來宣揚儒家思想，讓世人重新恢復禮制。
為了幫助師父，顏回不惜犧牲自己的健康，兼差打工賺取升級設備的費用，甚至成為了後援會的忠實粉絲。

## 外部連結
VTuber孔子漫畫 （页面存档备份，存于）